# زارلهوزن
زارلهوزن (به آلمانی: Sarlhusen) یک شهر در آلمان است که در اشتاینبورگ واقع شده‌است. زارلهوزن ۵۰۷ نفر جمعیت دارد.